# 曼等乡
曼等乡，是中华人民共和国云南省普洱市景东彝族自治县下辖的一个乡镇级行政单位。

## 行政区划
曼等乡下辖以下地区：
菜户村、花地村、后河村、胜岩村、瓦窑村、曼等村、仓房村、排沙村和扎结村。